# Wham Rap! (Enjoy What You Do)

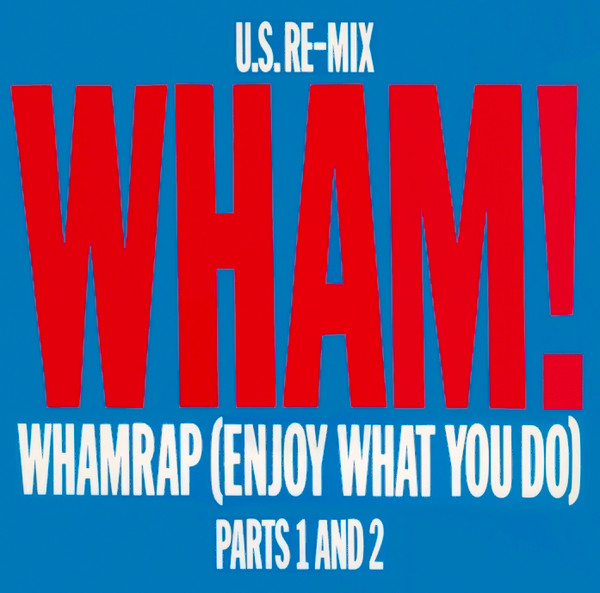
Cover der 1983 im Vereinigten Königreich neu aufgelegten Version von "Wham Rap (Enjoy What You Do)" von Wham

Wham Rap! (Enjoy What You Do) ist ein Lied von Wham! aus dem Jahr 1982. Es erschien auf dem Album Fantastic.

## Geschichte
Wham Rap! (Enjoy What You Do) wurde von den beiden Wham!-Mitgliedern George Michael und Andrew Ridgeley geschrieben. Die Produktion erfolgte durch Michael gemeinsam mit Steve Brown und Bob Carter. Das Stück erschien erstmals am 11. Juni 1982 als Single bei Innervision Records. Zunächst blieb der kommerzielle Erfolg der Single aus. Nachdem zwischenzeitlich die Nachfolge-Single Young Guns (Go for It) zum Top-10-Hit avancierte, erschien im Januar 1983 eine Neuauflage zu Wham Rap! (Enjoy What You Do). Mit der Neuveröffentlichung erreichte das Stück wie sein Nachfolger auch die britischen Singlecharts, später auch die deutschen Singlecharts.
Beim Musikstil orientierte man sich an Rapsongs der frühen 1980er. Da im Lied die Lebensfinanzierung mithilfe der Arbeitslosenversicherung als erstrebenswert dargestellt wurde, gab es einige Kontroversen, und George Michael betonte in vielen Interviews, dass dies satirisch gemeint sei.

## Versionen
Für das Album Fantastic wurde die ursprüngliche Wham Rap! Single- und Maxi-Single-Version von 1982 textlich deutlich entschärft, so dass die damalige Aufregung in Großbritannien um den Text anhand der heute viel bekannteren Album-Versionen von Fantastic und The Final kaum noch nachvollziehbar ist. In der Textfassung der Single wird unmissverständlich dazu aufgerufen, nicht mehr zur Arbeit zu gehen, stattdessen von der Arbeitslosenunterstützung zu leben und sich eine schöne Zeit zu machen. Die Abkürzung DHSS für das britische Arbeitsministerium, dem Department of Health and Social Security, befindet sich mehrmals im Text. Gestrichen wurde für die Album-Versionen beispielsweise Sätze wie You're gonna have a good time down the line (sinngemäß: Du wirst eine gute Zeit haben mit dem Existenzminimum.) und Well listen Mr. Average you're a jerk (Hören Sie zu, lieber Durchschnittsmann, Sie sind ein Idiot.). Bei der Textzeile You got soul on the dole (Du hast Soul mit dem Arbeitslosengeld) wurde das on the dole rausgeschnitten, was am abgehackt wirkenden Wort Soul noch deutlich zu hören ist. Textlich am eindeutigsten ist der Unsocial Mix von der 1982 erstveröffentlichten Maxi-Single, den George Michael sogar einleitet mit: Hey, everybody, now listen to me, cut the radio bullshit (Hey, hört mir zu, jetzt ist Schluss mit dem Radio-Bullshit) – wobei die Single-Version von Wham Rap! gemeint war. Insgesamt gibt es drei verschiedene Textversionen von Wham Rap!.
Der Song wurde abgesehen von den Textänderungen auch mehrmals geremixt. Wham Rap! '86 vom Album The Final ist eine Mischung aus der Version vom Fantastic-Album und dem Unsocial Mix von 1982. Erst mit der Veröffentlichung der Zusammenstellung The Singles: Echoes from the Edge of Heaven im Juli 2023 und im Zuge des Netflixfilms Wham! sind jetzt auch die meisten Mixes und die ursprüngliche Textfassung von Wham Rap! wieder offiziell zugänglich (jedoch nur in der 10 CD Box-Set Ausführung).

## Charts und Chartplatzierungen
| ChartsChartplatzierungen     | Höchstplatzierung | Wochen |
| ---------------------------- | ----------------- | ------ |
| Deutschland (GfK)            | 17 (11 Wo.)       | 11     |
| Vereinigtes Königreich (OCC) | 8 (12 Wo.)        | 12     |

## Coverversionen
- 1995: Professor Griff
- 2007: Taio Cruz